# Kanadské bodování
Kanadské bodování je statistický ukazatel v ledním hokeji, který je jakýmsi hlavním ukazatelem hráčových útočných kvalit. Za každý gól, který hráč vstřelil, i za gól, na který nahrál, získává hráč jeden bod (též „kanadský bod“). Vítězové v kanadském bodování bývají v jednotlivých ligách oceňováni trofejemi. Například v NHL získá vítěz kanadského bodování sezóny Art Ross Trophy.
Dlouhodobé statistiky NHL ve všech hlavních kategoriích kanadského bodování (střely, asistence, celkově) vede Wayne Gretzky.